# Maj-Len Remahl
Maj-Len Anita Remahl, född Rönnholm 3 december 1942 i Vasa, är en finländsk fackföreningsledare.
Remahl föddes som dotter till elmontören Torsten Rönnholm och Anita Granlund, gick ut mellanskolan vid Vasa svenska flicklyceum 1959, men kunde av ekonomiska skäl inte fortsätta till studentexamen. Efter att ha genomgått ett tvåårigt handelsinstitut arbetade hon med bokföring på Strömbergs servicekontor 1961–1964, därefter på byggfirman Arne Hakoranta 1964–1972 och åter på Strömbergs 1972–1976, till en början som sekreterare och sedan som försäljare. 
Remahl engagerade sig politiskt inom socialdemokraterna 1962. anslöt sig till Finlands industritjänstemannaförbund (STL) 1972 och var förtroendeman för 400 anställda på sin arbetsplats 1972–1974. Hon var ordförande för förbundets avdelning i Vasa 1975 och hörde till den österbottniska distriktskommittén. Hon blev funktionär på regionkontoret i Vasa, var distriktsombudsman för STL 1976–1980 och blev distriktsfunktionär för Affärsarbetarförbundet 1980. Hon valdes till ordförande för sistnämnda förbund 1986, samma år som den finländska jämställdhetslagen trädde i kraft. Året därpå sammanslogs Affärsarbetarförbundet, Finlands affärsanställdas förbund och det motsvarande svenska Handels- och industritjänstemannaförbundet och bildade Handelsbranschens fackförbund (LA), i vilket Remahl blev ordförande, en post som hon innehade till 2000, varefter hon var ordförande för det nygrundade Servicefacket (PAM) 2000–2002.
Remahl erhöll flera förtroendeuppdrag i hemlandet, bland annat i Finlands Fackförbunds Centralorganisation (FFC) och i olika bildningsorganisationer, samt i utlandet.  År 1999 valdes hon vald till ordförande för den internationella fackorganisationen FIET, som representerade tio miljoner medlemmar inom handelsbranschen, och i vilken hon blev den första kvinnliga ordföranden, trots att den existerat i 95 år. Åren 2001–2003, var hon även ordförande för Union Network International, en sammanslagning av FIET och andra internationella fackorganisationer inom tjänste- och servicesektorerna.